# Čigre
Čigre (znanstveno ime Sterninae) so skupina vodnih ptic, ki jo obravnavamo kot poddružino galebov, tradicionalno pa je veljala za samostojno družino.
Po telesni zgradbi so občutno vitkejše in elegantnejše od galebov v vsakdanjem pomenu besede, z dolgim repom in dolgimi, vitkimi perutmi. V dolžino zrastejo 20 do 55 cm in so praviloma svetlo sivo operjene, z belim trebušnim delom, zaradi česar jih je težje opaziti s tal. Izjema so temni nodiji (rod Anous) iz tropov.
Prehranjujejo se pretežno z ribami, ki jih lovijo s potapljanjem, včasih strmoglavo iz višin, bolj močvirske vrste pa pobirajo žuželke s površine ali jih ujamejo v letu. Čigre gnezdijo po vsem svetu, vključno z Arktiko in Antarktiko. Tvorijo gnezditvene kolonije, ki lahko pri nekaterih vrstah štejejo na desettisoče parov, kar jim daje varnost pred plenilci. Spolno zrelost običajno dosežejo pri treh letih starosti. Mnoge se selijo na dolge razdalje, med njimi je najizrazitejši primer polarna čigra, ki gnezdi na južnih obronkih Arktike in prezimuje na Antarktiki, kar pomeni, da dvakrat letno preleti skoraj polovico zemeljske oble.

### Vrste
| Slika | Rod                                           | Vrsta |
| ----- | --------------------------------------------- | --- |
|       | Anous Stephens, 1826 — nodiji                 | - Rjavi nodi (Anous stolidus) - Sajasti nodi (A. minutus; včasih se obravnava kot podvrsta tenkokljunega nodija.) - Tenkokljuni nodi (A. tenuirostris) - Modri nodi (A. cerulea; prej uvrščen v ločen rod Procelsterna) - Sivi nodi (A. albivitta; včasih se obravnava kot podvrsta modrega nodija; prej uvrščen v ločen rod Procelsterna) |
|       | Gygis Wagler, 1832 — nodiji                   | - Bela čigra (Gygis alba včasih ga imenujejo tudi beli nodi) |
|       | Onychoprion Wagler, 1832 — rjavohrbte čigre   | - Onychoprion lunatus - Onychoprion anaethetus - Onychoprion fuscatus - Onychoprion aleuticus |
|       | Sternula F. Boie, 1822 — male bele čigre      | - Vilinja čigra (Sternula nereis) - Damara čigra (S. balaenarum) - Mala čigra (S. albifrons) - Saundersova čigra (S. saundersi v preteklosti obravnavana kot podvrsta male čigre) - Least tern (S. antillarum v preteklosti obravnavana kot podvrsta male čigre) - Rumenokljuna čigra (S. superciliaris) - Perujska čigra (S. lorata) |
|       | Phaetusa — velikokljune čigre                 | - Phaetusa simplex |
|       | Hydroprogne Kaup, 1829 — kaspijske čigre      | - Kaspijska čigra (Hydroprogne caspia) |
|       | Gelochelidon Brehm, 1830 — kljunaste čigre    | - Črnonoga čigra (Gelochelidon nilotica) - Avstralska čigra (Gelochelidon macrotarsa) |
|       | Larosterna — indijanske čigre                 | - Indijanska čigra (Larosterna inca) |
|       | Chlidonias Rafinesque, 1822 — močvirske čigre | - Črna čigra (Chlidonias niger) - Beloperuta čigra (C. leucopterus) - Belolična čigra (C. hybridus) - Črnočela čigra (C. albostriatus včasih umeščena v Sterna) |
|       | Thalasseus F. Boie, 1822 — čopaste čigre      | - Bengalska čigra (Thalasseus bengalensis) - Zahodnoafriška čopasta čigra (Thalasseus albididorsalis nedavno ločena od T. maximus) - Kraljeva čigra (T. maximus) - Velika čopasta čigra (T. bergii) - Kitajska čopasta čigra (T. bernsteini) - Elegantna čigra (T. elegans) - Kričava čigra (T. sandvicensis) - Cabotova čigra (T. acuflavidus nedavno ločena of T. sandvicensis)                                                                                            |
|       | Sterna Linnaeus, 1758 — velike bele čigre     | - Ameriška rečna čigra (Sterna forsteri) - Trudeaua čigra (S. trudeaui) - Navadna čigra (S. hirundo) - Rožnata čigra (S. dougallii) - Beločela čigra (S. striata) - Črnovrata čigra (S. sumatrana) - Lastovičja čigra (S. hirundinacea) - Antarctic tern (S. vittata) - Kerguelenova čigra (S. virgata) - Polarna čigra (S. paradisaea) - Rečna čigra (S. aurantia) - Črnotrebušna čigra (S. acuticauda mogoče Chlidonias) - Pepelasta čigra (S. repressa mogoče Chlidonias) |

Ptice v rodu Anous so znane kot nodiji, vrste Chlidonias kot močvirske čigre, preostale vrste čiger se opredeljuje kot morske čigre.